# Mario Garbi
Mario Garbi (Porto Viro, 10 febbraio 1930 – Torino, 3 marzo 2018) è stato un politico e operaio italiano.

## Biografia
Iscritto al Partito Comunista Italiano, è stato eletto deputato nella VI e VII legislatura, dal 1972 al 1979.